# Unipro
Unipro Editora, ou Universal Produções, é uma editora brasileira pertencente à Igreja Universal do Reino de Deus.
A Universal Produções Ltda (Unipro Editora), foi fundada no Rio de Janeiro em 17 de Março de 1980, é responsável pelas  publicações da Igreja Universal do Reino de Deus.
A editora já lançou mais de 30 livros com mais de 10 milhões de exemplares vendidos, só com o escritor e bispo Edir Macedo. A editora também já lançou títulos de vários outros escritores, como Carlos Oliveira com "Novo Nascimento" e "Plano de Poder – Deus, os cristãos e a política", na qual esse último teve uma primeira tiragem de 20 mil, algo incomum na média nacional, que é de 3 ou 5 mil cópias. O livro "Nos Passos de Jesus" de Edir Macedo já vendeu 3 milhões de exemplares, desde sua comercialização. Só no ano de 2014, ele teve a tiragem de 15 milhões de exemplares vendidos.  Logo depois mais um best-seller Orixás, Caboclos e Guias: Deuses ou Demônios? com a maior tiragem de um livro evangélico já publicado no Brasil até então, com mais de 3 milhões em vendas.

## Lista de livros publicados

### Bispo Macedo[3][5]
- A Excelência da Sabedoria
- A Fé de Abraão
- A Libertação da Teologia
- Aliança com Deus
- A Voz da Fé
- Como Vencer Suas Guerras Pela Fé
- Doutrinas da IURD (Volumes 1, 2 e 3)
- Estudo do Apocalipse (Volume Único)
- Fé Racional
- Gideão e os 300
- Jejum de Daniel
- Mensagens do Meu Blog
- Mensagens que Edificam
- Nada a Perder
- Nos Passos de Jesus
- Novo Nascimento
- O Avivamento do Espírito de Deus
- O Caráter de Deus
- O Despertar da Fé
- O Discípulo do Espírito Santo
- O Espírito Santo
- O Perfeito Sacrifício
- O Perfil da Família de Deus
- O Perfil da Mulher de Deus
- O Perfil do Homem de Deus
- O Poder Sobrenatural da Fé
- O Princípio Das Dores
- Orixás, Caboclos e Guias: Deuses ou Demônios?
- O Senhor e o Servo
- Obras da Carne e os Frutos do Espírito
- Os Mistérios da Fé
- Seminário do Espírito Santo
- Somos Todos Filhos de Deus?
- Vida com Abundância
- O Pão Nosso para 365 Dias
- O Ministério do Espírito Santo
- Eis-Me Aqui, Senhor!
- Segredos e Mistérios da Alma

### Outros lançamentos
- 50 Tons Para o Sucesso (Bispo Jadson Santos)
- 21 Dias Que Mudarão A Sua Vida: Desafio de João (Renato Cardoso)
- Bíblia Sagrada ACF - com anotações de Fé do Bispo Edir Macedo

### Thomas Nelson Brasil[3]
- Novo Nascimento
- Plano de Poder – Deus, os cristãos e a política
- Casamento Blindado
- Namoro Blindado
- Diário do Amor Inteligente